# Centaurea sericea
Centaurea sericea — вид квіткових рослин родини айстрових (Asteraceae). Ареал: Туреччина (цн. Анатолія, провінція Ескішехір).

## Екологія
Росте на луках і вирубках у Pinus і Quercus насадженнях на висоті 1100–1150 метрах.

## Морфологічна характеристика
Це багаторічник 20–50 см, зі здерев'янілим кореневищем та безплідними пагонами. Стебло просте або розгалужене. Листки цілісні, лінійно-ланцетні, бічні жилки не виражені, запушені; прикореневе листя ланцетне, 11–12 × 0.6–0.7 см, не в'яне під час цвітіння; стеблові листки схожі на прикореневі, але зменшені догори, верхні не охоплюють квіткової голови. Обгортка яйцеподібна, 20–35 × 10–20 мм; придатки червонуватого кольору з коричнюватим центром. Квіток 2, частки ≈ 6 мм. Сім'янки ланцетні, 5–6 × 2.5–3 мм, чорно-бурі зі світлішими смугами, з кремовою прожилкою. Папус 10–15 мм, коричневий. Цвітіння: липень. Зрілі плоди: серпень і вересень. 2n=36.